# Dolichomitus lateralis
Dolichomitus lateralis är en stekelart som först beskrevs av Thomas Vernon Wollaston 1858.  Dolichomitus lateralis ingår i släktet Dolichomitus och familjen brokparasitsteklar. Inga underarter finns listade i Catalogue of Life.